# Collegio di Kingston upon Hull West and Haltemprice
Kingston upon Hull West and Haltemprice è un collegio elettorale situato nell'East Riding of Yorkshire, nella regione dello Yorkshire e Humber, e rappresentato alla Camera dei comuni del Parlamento del Regno Unito. Elegge un membro del parlamento con il sistema first-past-the-post, ossia maggioritario a turno unico; l'attuale parlamentare è Emma Hardy del Partito Laburista, che rappresenta il collegio dal 2024.

## Estensione
Il collegio comprende i seguenti ward: 
- nell'East Riding of Yorkshire: Hessle; Tranby e Willerby and Kirk Ella;
- nella città di Kingston upon Hull: Boothferry; Derringham; Newington and Gipsyville; Pickering e St. Andrew’s and Docklands.[1]

## Membri del parlamento
| Elezione | Elezione | Deputato   | Partito   |
| -------- | -------- | ---------- | --------- |
|          | 2024     | Emma Hardy | Laburista |

## Elezioni

### Elezioni negli anni 2020
| Partito                    | Partito                                      | Candidato                  | Risultati 4 luglio 2024 | Risultati 4 luglio 2024 |
| Partito                    | Partito                                      | Candidato                  | Voti                    | %                       |
| -------------------------- | -------------------------------------------- | -------------------------- | ----------------------- | ----------------------- |
|                            | Laburista                                    | Emma Hardy                 | 17 875                  | 46,82                   |
|                            | Reform UK                                    | Julie Peck                 | 8 896                   | 23,30                   |
|                            | Conservatore                                 | Rachel Storer              | 6 924                   | 18,14                   |
|                            | Lib Dem                                      | Linda Johnson              | 2 625                   | 6,88                    |
|                            | Verdi                                        | Kevin Paulson              | 1 748                   | 4,58                    |
|                            | Social Democratico                           | Lucy Needham               | 110                     | 0,29                    |
|                            |                                              |                            |                         |                         |
| Iscritti                   | Iscritti                                     | Iscritti                   | 73 252                  | 100,00                  |
| ↳ Votanti (% su iscritti)  | ↳ Votanti (% su iscritti)                    | ↳ Votanti (% su iscritti)  | 38 178                  | 52,12                   |
| ↳ Astenuti (% su iscritti) | ↳ Astenuti (% su iscritti)                   | ↳ Astenuti (% su iscritti) | 35 074                  | 47,88                   |
|                            |                                              |                            |                         |                         |
|                            | Esito: collegio a Laburista (nuovo collegio) |                            |                         |                         |